# Phryganea grandis
Phryganea grandis (chruścik wielki) – gatunek owada wodnego z rzędu chruścików i rodziny chruścikowatych (Phryganeidae). Jeden z największych chruścików w Polsce. Larwy budują przenośne domki z części roślinnych lub detrytusu. Należą do nielicznych chruścików budujących przenośne domki, mogących je opuścić (np. pod wpływem stresu) i przenosić się do innych (u większości jedynie pierwsze stadia larwalne potrafią zacząć budowę domku, kolejne jedynie go rozbudowują).
Larwy są drapieżne, w młodszych stadiach larwalnych odżywiają się także roślinnością. Zasiedlają litoral jezior oraz strefę roślinności przybrzeżnej dużych rzek nizinnych. Gatunek szeroko rozmieszczony w całej Europie.